# Масуд III (султан Газні)
Масуд III (*д/н — 1115) — володар Газневідського султанату в 1099—1115 роках. Повне ім'я Ала аль-Даула Абу-Саїд масуд ібн Ібрагім.

## Життєпис

### Молоді роки
Походив з династії Газневідів. Народився близько 1061 року в Газні. Замолоду брав участь у походах проти раджпутських кланів Томар, Чаухан, Калачура. Близько 1072 року старшого брата Масуда — Махмуда — було відсторонено від керування індійською частиною держави й запроторено до фортеці Най. Після цього Масуд стає намісником Пенджабу та спадкоємцем трону. У 1073 році після поразки Газневідів у війні проти Сельджукидів було укладено шлюб між Масудом і донькою Малік-шаха I, султана Великих Сельджуків. Надалі значний час провів на посаді валі Пенджабу. У 1079 році його замінено сином Ширзадом. Сам Масуд перебрався до Газні, де допомагав батькові урядувати.

### Панування
У 1099 році після смерті Ібрагума I стає новим султаном Газні. Він продовжив політику попередника, спрямовано на збереження соціального та економічного спокою всередині, миру з Сельджуками на заході й постійними військовими походами проти раджпутів на сході — в Індії. 1102 році до Газні підійшов Ахмад Санджар, малік Хорасану, оскільки підозрював султана Газні у змові з Кадир-ханом, правителем Карахахідської держави, що тоді підняв повстання проти Сельджукидів. Але Масуду III дипломатією вдалося владнати конфлікт, запевнивши у дотримання мирної угоди.
Регулярні проти Газневідів індійських князівств надавали змоги тримати скарбницю наповненою. Поступово було завдано суттєвих поразок кланам Томар і Калачура, втретє 1104/1105 року захоплено Каннаудж в Гаґавадалів. У цей час Лахор перетворюється на столицю індійських володінь султана Газні. У 1109 році уклав мирний договір з Гаґавадалами, але вже 1110/1112 року здійснив новий потужний похід на Томар та Гаґавадалів, але був менш успішний ніж попередній.
Водночас Масуд III багато зробив для розбудови підвладних міст, насамперед столиці Газні. 1112 року було зведено чудовий палац з садом, велику публічну бібліотеку, від яких нині залишилися рештки, та мечеть із зірчастими у плані мінаретами. Був покровителем поетів, вчених та богословів.
Помер у лютому або березні 1115 року. Після цього почалася боротьба за трон між його синами Ширзадом, Арслан-шахом і Бахрам-шахом.